# Campionati europei di pattinaggio di figura 2023
I Campionati europei di pattinaggio di figura 2023 sono stati la 114ª edizione della competizione di pattinaggio di figura, valida per la stagione 2022-2023. Si sono svolti dal 25 al 29 gennaio 2023 alla Espoo Metro Arena di Espoo, in Finlandia. Si sono disputate le gare di singolo maschile e femminile, coppie e danza su ghiaccio. Sono stati ammessi i pattinatori nati entro il 1º luglio 2007, provenienti da una nazione europea membro della International Skating Union.

## Programma
Ora locale (UTC+2).
| Data                 | Disciplina        | Ora   | Evento                |
| -------------------- | ----------------- | ----- | --------------------- |
| Mercoledì 25 gennaio | Coppie            | 13:15 | Programma breve       |
| Mercoledì 25 gennaio | Tutti             | 16:45 | Cerimonia di apertura |
| Mercoledì 25 gennaio | Uomini            | 17:40 | Programma breve       |
| Giovedì 26 gennaio   | Donne             | 13:35 | Programma breve       |
| Giovedì 26 gennaio   | A coppie          | 19:25 | Pattinaggio libero    |
| Venerdì 27 gennaio   | Danza su ghiaccio | 13:15 | Danza ritmica         |
| Venerdì 27 gennaio   | Uomini            | 18:00 | Pattinaggio libero    |
| Sabato 28 gennaio    | Donne             | 13:00 | Pattinaggio libero    |
| Sabato 28 gennaio    | Danza su ghiaccio | 18:30 | Danza libera          |
| Domenica 29 gennaio  | Tutti             | 15:30 | Gala                  |

## Numero di partecipanti per discipline
In base ai risultati del campionato europeo 2022, ogni nazione membro dell'ISU poteva schierare da 1 a 3 partecipanti. Comunque il 1º marzo 2022, seguendo una raccomandazione del Comitato Olimpico Internazionale, la ISU ha deciso di bandire pattinatori e ufficiali di gara russi e bielorussi da tutte le manifestazioni internazionali, a causa dell'invasione russa dell'Ucraina del 2022.
| Posti                                            | Singolo maschile                               | Singolo femminile                                               | Coppie                                       | Danza su ghiaccio                             |
| ------------------------------------------------ | ---------------------------------------------- | --------------------------------------------------------------- | -------------------------------------------- | --------------------------------------------- |
| 3                                                | Italia Russia                                  | Russia                                                          | Italia Russia                                | Russia Spagna                                 |
| 2                                                | Azerbaigian Francia Georgia Lettonia Rep. Ceca | Azerbaigian Belgio Bielorussia Estonia Georgia Polonia Svizzera | Bielorussia Georgia Germania Spagna Ungheria | Francia Gran Bretagna Italia Lituania Ucraina |
| I Paesi non in lista hanno un solo partecipante. |                                                |                                                                 |                                              |                                               |

## Podi
| Evento                        | Oro                              | Punteggio | Argento                              | Punteggio | Bronzo                              | Punteggio |
| Singolo maschile (dettagli)   | Adam Siao Him Fa                 | 267,77    | Matteo Rizzo                         | 259,92    | Lukas Britschgi                     | 248,01    |
| Singolo femminile (dettagli)  | Anastasija Gubanova              | 199,91    | Loena Hendrickx                      | 193,48    | Kimmy Repond                        | 192,51    |
| Coppie (dettagli)             | Sara Conti / Niccolò Macii       | 195,13    | Rebecca Ghilardi / Filippo Ambrosini | 186,96    | Annika Hocke / Robert Kunkel        | 184,26    |
| Danza sul ghiaccio (dettagli) | Charlène Guignard / Marco Fabbri | 210,44    | Lilah Fear / Lewis Gibson            | 207,89    | Juulia Turkkila / Matthias Versluis | 198,21    |

## Medagliere
| Pos.   | Paese         | Oro | Argento | Bronzo | Totale |
| ------ | ------------- | --- | ------- | ------ | ------ |
| 1      | Italia        | 2   | 2       | 0      | 4      |
| 2      | Francia       | 1   | 0       | 0      | 1      |
| 2      | Georgia       | 1   | 0       | 0      | 1      |
| 4      | Belgio        | 0   | 1       | 0      | 1      |
| 4      | Gran Bretagna | 0   | 1       | 0      | 1      |
| 6      | Svizzera      | 0   | 0       | 2      | 2      |
| 7      | Finlandia     | 0   | 0       | 1      | 1      |
| 7      | Germania      | 0   | 0       | 1      | 1      |
| Totale | Totale        | 4   | 4       | 4      | 12     |

## Risultati

### Singolo maschile
| Pos.                              | Atleta                       | Nazione       | Punti totali | PC | PC    | PL   | PL     |
| --------------------------------- | ---------------------------- | ------------- | ------------ | -- | ----- | ---- | ------ |
| 1                                 | Adam Siao Him Fa             | Francia       | 267.77       | 1  | 96.53 | 2    | 171.24 |
| 2                                 | Matteo Rizzo                 | Italia        | 259.92       | 2  | 86.46 | 1    | 173.46 |
| 3                                 | Lukas Britschgi              | Svizzera      | 248.01       | 5  | 79.26 | 3    | 168.75 |
| 4                                 | Kévin Aymoz                  | Francia       | 240.92       | 4  | 83.75 | 4    | 157.17 |
| 5                                 | Deniss Vasiļjevs             | Lettonia      | 236.35       | 3  | 84.81 | 6    | 151.54 |
| 6                                 | Daniel Grassl                | Italia        | 230.83       | 8  | 77.03 | 5    | 153.80 |
| 7                                 | Nika Egadze                  | Georgia       | 220.65       | 12 | 72.96 | 7    | 147.69 |
| 8                                 | Mihhail Selevko              | Estonia       | 218.30       | 11 | 73.74 | 8    | 144.56 |
| 9                                 | Andreas Nordebäck            | Svezia        | 212.95       | 9  | 75.98 | 10   | 136.97 |
| 10                                | Gabriele Frangipani          | Italia        | 211.62       | 7  | 77.35 | 12   | 134.27 |
| 11                                | Maurizio Zandron             | Austria       | 207.68       | 13 | 72.57 | 11   | 135.11 |
| 12                                | Tomàs-Llorenç Guarino Sabaté | Spagna        | 205.19       | 14 | 71.65 | 13   | 133.54 |
| 13                                | Mark Gorodnitsky             | Israele       | 202.34       | 22 | 64.94 | 9    | 137.40 |
| 14                                | Valtter Virtanen             | Finlandia     | 198.28       | 18 | 68.33 | 14   | 129.95 |
| 15                                | Nikita Starostin             | Germania      | 197.97       | 10 | 74.70 | 17   | 123.27 |
| 16                                | Moris Qvitelashvili          | Georgia       | 194.59       | 16 | 70.55 | 16   | 124.04 |
| 17                                | Vladimir Samoilov            | Polonia       | 191.59       | 6  | 78.26 | 21   | 113.33 |
| 18                                | Adam Hagara                  | Slovacchia    | 189.72       | 21 | 65.15 | 15   | 124.57 |
| 19                                | Jari Kessler                 | Croazia       | 182.83       | 19 | 67.87 | 19   | 114.96 |
| 20                                | Burak Demirboğa              | Turchia       | 182.82       | 23 | 64.33 | 18   | 118.49 |
| 21                                | Kyrylo Marsak                | Ucraina       | 181.98       | 17 | 70.41 | 22   | 111.57 |
| 22                                | Davide Lewton Brain          | Monaco        | 179.54       | 20 | 66.07 | 20   | 113.47 |
| 23                                | Graham Newberry              | Gran Bretagna | 174.64       | 15 | 70.85 | 24   | 103.79 |
| 24                                | Aleksandr Vlasenko           | Ungheria      | 173.94       | 24 | 62.49 | 23   | 111.45 |
| Eliminati dopo il programma corto |                              |               |              |    |       |      |        |
| 25                                | Petr Kotlařík                | Rep. Ceca     | 60.24        | 25 | 60.24 | N.D. | N.D.   |
| 26                                | Georgii Reshtenko            | Rep. Ceca     | 54.52        | 26 | 54.52 | N.D. | N.D.   |
| 27                                | Larry Loupolover             | Bulgaria      | 53.26        | 27 | 53.26 | N.D. | N.D.   |
| 28                                | Samuel McAllister            | Irlanda       | 48.07        | 28 | 48.07 | N.D. | N.D.   |
| 29                                | David Sedej                  | Slovenia      | 46.28        | 29 | 46.28 | N.D. | N.D.   |

### Singolo femminile
| Pos.                              | Atleta                     | Nazione       | Punti totali                | PC                          | PC                          | PL                          | PL                          |
| --------------------------------- | -------------------------- | ------------- | --------------------------- | --------------------------- | --------------------------- | --------------------------- | --------------------------- |
| 1                                 | Anastasija Gubanova        | Georgia       | 199.91                      | 1                           | 69.81                       | 1                           | 130.10                      |
| 2                                 | Loena Hendrickx            | Belgio        | 193.48                      | 2                           | 67.85                       | 3                           | 125.63                      |
| 3                                 | Kimmy Repond               | Svizzera      | 192.51                      | 3                           | 63.83                       | 2                           | 128.68                      |
| 4                                 | Ekaterina Kurakova         | Polonia       | 186.90                      | 5                           | 61.81                       | 4                           | 125.09                      |
| 5                                 | Nina Pinzarrone            | Belgio        | 185.92                      | 6                           | 61.35                       | 5                           | 124.57                      |
| 6                                 | Niina Petrõkina            | Estonia       | 183.74                      | 7                           | 61.05                       | 6                           | 122.69                      |
| 7                                 | Janna Jyrkinen             | Finlandia     | 176.96                      | 8                           | 60.77                       | 7                           | 116.19                      |
| 8                                 | Lara Naki Gutmann          | Italia        | 169.29                      | 13                          | 55.39                       | 8                           | 113.90                      |
| 9                                 | Nicole Schott              | Germania      | 163.82                      | 16                          | 54.33                       | 9                           | 109.49                      |
| 10                                | Julia Sauter               | Romania       | 160.42                      | 11                          | 56.58                       | 12                          | 103.84                      |
| 11                                | Sofja Stepčenko            | Lettonia      | 159.34                      | 14                          | 55.32                       | 11                          | 104.02                      |
| 12                                | Olga Mikutina              | Austria       | 159.08                      | 4                           | 62.78                       | 18                          | 96.30                       |
| 13                                | Marilena Kitromilis        | Cipro         | 158.91                      | 18                          | 53.71                       | 10                          | 105.20                      |
| 14                                | Lindsay van Zundert        | Paesi Bassi   | 158.10                      | 10                          | 58.13                       | 15                          | 99.97                       |
| 15                                | Eva-Lotta Kiibus           | Estonia       | 156.95                      | 15                          | 55.26                       | 13                          | 101.69                      |
| 16                                | Alexandra Feigin           | Bulgaria      | 155.23                      | 17                          | 54.31                       | 14                          | 100.92                      |
| 17                                | Josefin Taljegård          | Svezia        | 154.98                      | 12                          | 55.53                       | 16                          | 99.45                       |
| 18                                | Livia Kaiser               | Svizzera      | 151.20                      | 9                           | 60.25                       | 20                          | 90.95                       |
| 19                                | Natasha McKay              | Gran Bretagna | 148.00                      | 20                          | 51.94                       | 19                          | 96.06                       |
| 20                                | Anastasia Gozhva           | Ucraina       | 143.69                      | 22                          | 46.78                       | 17                          | 96.91                       |
| 21                                | Daša Grm                   | Slovenia      | 143.05                      | 19                          | 52.47                       | 21                          | 90.58                       |
| 22                                | Mia Caroline Risa Gomez    | Norvegia      | 137.62                      | 21                          | 49.14                       | 22                          | 88.48                       |
| 23                                | Júlia Láng                 | Ungheria      | 130.28                      | 23                          | 46.33                       | 23                          | 83.95                       |
| 24                                | Nikola Rychtařiková        | Rep. Ceca     | 123.13                      | 24                          | 45.64                       | 24                          | 77.49                       |
| Eliminate dopo il programma corto |                            |               |                             |                             |                             |                             |                             |
| 25                                | Alexandra Michaela Filcová | Slovacchia    | 43.94                       | 25                          | 43.94                       | N.D.                        | N.D.                        |
| 26                                | Léa Serna                  | Francia       | 43.93                       | 26                          | 43.93                       | N.D.                        | N.D.                        |
| 27                                | Antonina Dubinina          | Serbia        | 42.51                       | 27                          | 42.51                       | N.D.                        | N.D.                        |
| 28                                | Anastasia Gracheva         | Moldavia      | 39.08                       | 28                          | 39.08                       | N.D.                        | N.D.                        |
| 29                                | Alexandra Mintsidou        | Grecia        | 33.86                       | 29                          | 33.86                       | N.D.                        | N.D.                        |
| r                                 | Meda Variakojytė           | Lituania      | Ritirata dalla competizione | Ritirata dalla competizione | Ritirata dalla competizione | Ritirata dalla competizione | Ritirata dalla competizione |

### Coppie
| Pos. | Atleti                               | Nazione       | Punti totali | PC | PC    | PL | PL     |
| ---- | ------------------------------------ | ------------- | ------------ | -- | ----- | -- | ------ |
| 1    | Sara Conti / Niccolò Macii           | Italia        | 195.13       | 1  | 70.45 | 2  | 124.68 |
| 2    | Rebecca Ghilardi / Filippo Ambrosini | Italia        | 186.96       | 5  | 59.48 | 1  | 127.48 |
| 3    | Annika Hocke / Robert Kunkel         | Germania      | 184.26       | 2  | 67.08 | 3  | 117.18 |
| 4    | Alisa Efimova / Ruben Blommaert      | Germania      | 173.66       | 3  | 62.77 | 5  | 110.89 |
| 5    | Maria Pavlova / Alexei Sviatchenko   | Ungheria      | 172.98       | 6  | 57.97 | 4  | 115.01 |
| 6    | Camille Kovalev / Pavel Kovalev      | Francia       | 169.94       | 4  | 62.46 | 6  | 107.48 |
| 7    | Lucrezia Beccari / Matteo Guarise    | Italia        | 152.54       | 8  | 53.29 | 7  | 99.25  |
| 8    | Nika Osipova / Dmitry Epstein        | Paesi Bassi   | 148.94       | 7  | 54.16 | 9  | 94.78  |
| 9    | Violetta Sjerova / Ivan Chobta       | Ucraina       | 143.72       | 10 | 47.53 | 8  | 96.19  |
| 10   | Anastasia Vaipan-Law / Luke Digby    | Gran Bretagna | 137.49       | 9  | 49.43 | 10 | 88.06  |
| 11   | Federica Simioli / Alessandro Zarbo  | Rep. Ceca     | 134.02       | 11 | 46.68 | 11 | 87.34  |
| 12   | Sophia Schaller / Livio Mayr         | Austria       | 132.30       | 12 | 45.40 | 12 | 86.90  |
| 13   | Greta Crafoord / John Crafoord       | Svezia        | 125.86       | 13 | 42.55 | 13 | 83.31  |

### Danza su ghiaccio
| Pos.                            | Atleti                                         | Nazione       | Punti totali | DR | DR    | DL   | DL     |
| ------------------------------- | ---------------------------------------------- | ------------- | ------------ | -- | ----- | ---- | ------ |
| 1                               | Charlène Guignard / Marco Fabbri               | Italia        | 210.44       | 1  | 85.53 | 1    | 124.91 |
| 2                               | Lilah Fear / Lewis Gibson                      | Gran Bretagna | 207.89       | 2  | 84.12 | 2    | 123.77 |
| 3                               | Juulia Turkkila / Matthias Versluis            | Finlandia     | 198.21       | 3  | 77.56 | 3    | 120.65 |
| 4                               | Allison Reed / Saulius Ambrulevičius           | Lituania      | 195.67       | 4  | 77.33 | 4    | 118.34 |
| 5                               | Evgenija Loparëva / Geoffrey Brissaud          | Francia       | 191.85       | 6  | 76.49 | 5    | 115.36 |
| 6                               | Natálie Taschlerová / Filip Taschler           | Rep. Ceca     | 188.34       | 5  | 76.91 | 6    | 111.43 |
| 7                               | Loïcia Demougeot / Théo Le Mercier             | Francia       | 179.96       | 7  | 72.55 | 7    | 107.41 |
| 8                               | Marija Kazakova / Georgij Revija               | Georgia       | 175.82       | 8  | 68.55 | 8    | 107.27 |
| 9                               | Jennifer Janse van Rensburg / Benjamin Steffan | Germania      | 169.17       | 9  | 67.90 | 10   | 101.27 |
| 10                              | Marija Ignat'eva / Danijil Szemko              | Ungheria      | 167.08       | 10 | 65.04 | 9    | 102.04 |
| 11                              | Victoria Manni / Carlo Röthlisberger           | Italia        | 164.21       | 11 | 64.23 | 11   | 99.98  |
| 12                              | Marija Holubcova / Kyryl Bjelobrov             | Ucraina       | 156.99       | 13 | 61.00 | 12   | 95.99  |
| 13                              | Mariia Nosovitskaya / Mikhail Nosovitskiy      | Israele       | 156.52       | 12 | 61.72 | 13   | 94.80  |
| 14                              | Anna Simova / Kirill Aksenov                   | Slovacchia    | 150.04       | 15 | 59.18 | 14   | 90.86  |
| 15                              | Marija Pinčuk / Mykyta Pohorjelov              | Ucraina       | 148.37       | 14 | 59.36 | 15   | 89.01  |
| 16                              | Anastasija Polibina / Pavel Golovišnikov       | Polonia       | 138.99       | 17 | 54.55 | 16   | 84.44  |
| 17                              | Paulina Ramanauskaitė / Deividas Kizala        | Lituania      | 136.20       | 16 | 55.06 | 17   | 81.14  |
| 18                              | Samantha Ritter / Daniel Brykalov              | Azerbaigian   | 132.18       | 19 | 51.55 | 18   | 80.63  |
| 19                              | Hanna Jakucs / Alessio Galli                   | Paesi Bassi   | 130.35       | 18 | 53.46 | 19   | 76.89  |
| 20                              | Aurelija Ipolito / Luke Russell                | Lettonia      | 124.88       | 20 | 51.41 | 20   | 73.47  |
| Eliminati dopo la danza ritmica |                                                |               |              |    |       |      |        |
| 21                              | Arianna Sassi / Luca Morini                    | Svizzera      | 49.91        | 21 | 49.91 | N.D. | N.D.   |
| 22                              | Maria Bjorkli / James Koszuta                  | Norvegia      | 47.71        | 22 | 47.71 | N.D. | N.D.   |
| 23                              | Viktoriia Azroian / Artur Gruzdev              | Armenia       | 40.89        | 23 | 40.89 | N.D. | N.D.   |